# Adranosite-(Fe)
L'adranosite-(Fe) è un minerale, solfato anidro con prevalenza di Fe trivalente, affine alla therasiasite, all'adranosite e all'acmonidesite.
Il nome deriva dalla divinità greca del fuoco, Ἀδρανός, cioè Adranòs (latino Adranus) che, secondo la leggenda, viveva nell'Etna prima di essere cacciato via da Efesto (latino Vulcano). All'epoca Adrano era venerato in tutta la Sicilia, in particolare nella città di Adranon, oggi denominata Adrano.
Il minerale è approvato dall'IMA con la sigla 2011-006
Gli esemplari sono stati reperiti all'interno del cratere La Fossa, sull'isola di Vulcano, nelle Eolie.

## Pubblicazioni
- Canadian Mineralogist, anno 2013, n.51, pag.57[2]